# Westfield Garden State Plaza

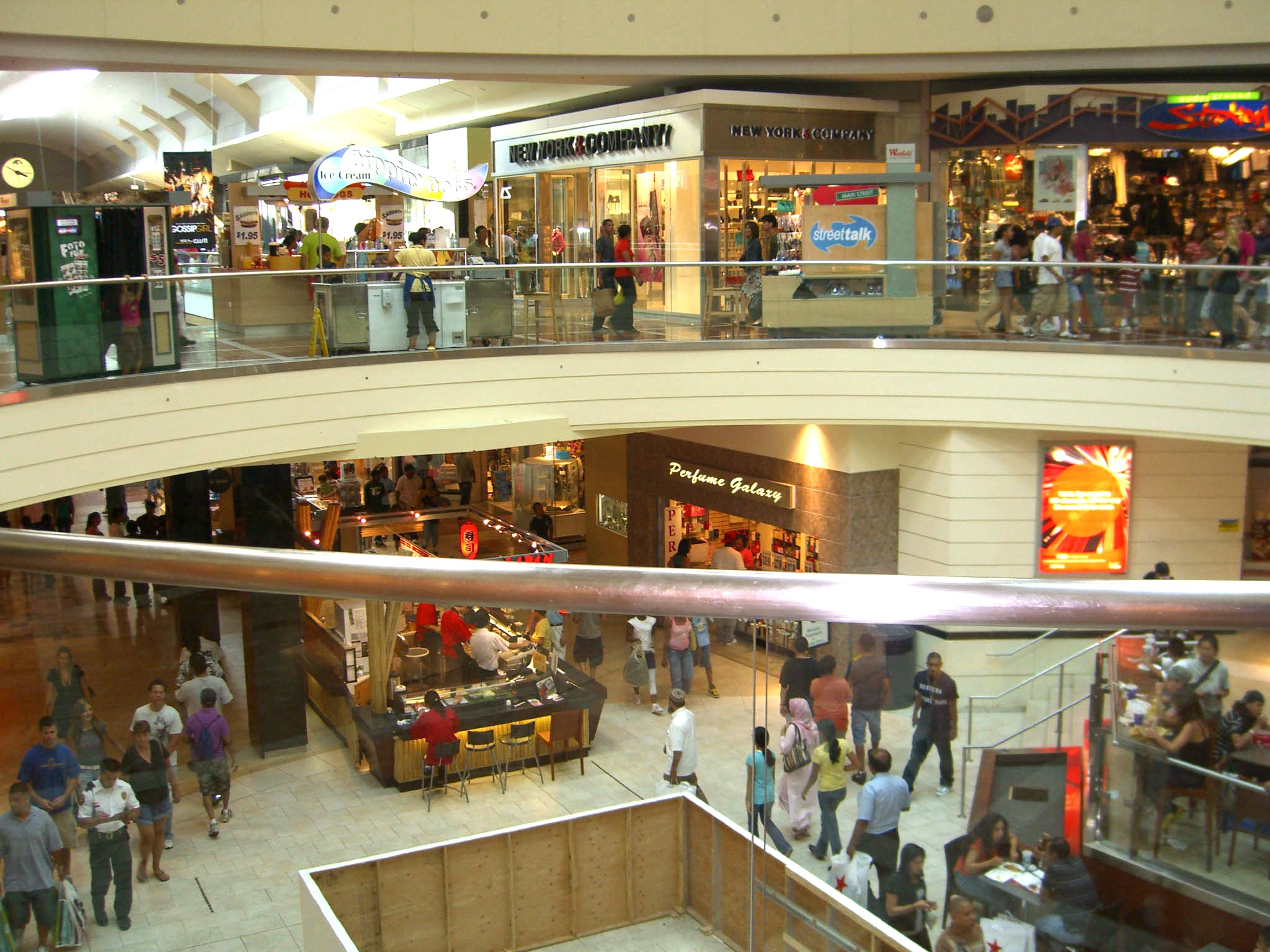
Westfield Garden State Plaza under Labor Day 2007

Westfield Garden State Plaza är ett köpcentrum i Paramus, New Jersey, i USA. Med sina 184 592 kvadratmeter butiksyta är det näst störst i storstadsområdet New York och 18:e störst i USA.
Centrumet har 10 000 parkeringar och 346 butiker, allt från smycken, kläder, skor, datorer, mobiler, restauranger och en stor biosalong.